# 南埔里 (臺中市)
南埔里，前身「南埔村」，位於臺灣臺中市大安區西南端，大甲溪出海口北側，北接南，南隔大甲溪與清水區高北里相望，東鄰東安里，西臨臺灣海峽。

## 歷史
南埔里里名由來，係因當地聚落位於大安南端的埔地，故名。
日治時期，1901年，南埔里屬大甲支廳十八庄區南埔庄。至1920年起，隸屬大安庄南埔大字。1945年，改名為「南埔村」。2010年12月25日配合臺中縣市合併，臺中縣大安鄉南埔村改制為臺中市大安區「南埔里」。

## 地理
南埔里位於大安區西南端，北接南庄里，南隔大甲溪與清水區高北里相望，東鄰東安里，西臨臺灣海峽。境內地勢低平，南方大甲溪西岸側有數個溪埔地分布。
南埔里居民主要姓氏有蕭姓、陳姓、莊姓。

## 政治

### 歷任首長
南埔村村長（中華民國接管臺灣後初期）
| 任次 | 姓名   | 上任日期       | 卸任日期      | 備註 |
| ---- | ------ | -------------- | ------------- | ---- |
| 1    | 陳生才 | 1945年12月14日 | 1946年2月25日 |      |

南埔村村長（民選）
| 任次 | 姓名   | 黨籍       | 上任日期       | 卸任日期       | 備註         |
| ---- | ------ | ---------- | -------------- | -------------- | ------------ |
| 1    | 陳生才 |            | 1946年2月26日  | 1948年3月25日  |              |
| 2    | 陳生才 |            | 1948年3月26日  | 1950年9月30日  |              |
| 3    | 陳生才 |            | 1950年10月1日  | 1952年12月13日 |              |
| 4    | 陳生才 |            | 1952年12月14日 | 1955年4月16日  |              |
| 5    | 陳村田 |            | 1955年4月17日  | 1958年4月26日  | 辭職         |
| 5    | 田再福 |            | 1958年4月27日  | 1958年4月26日  | 補選         |
| 6    | 田再福 |            | 1958年4月27日  | 1961年4月22日  |              |
| 7    | 田再福 |            | 1961年4月23日  | 1965年5月1日   |              |
| 8    | 田再福 |            | 1965年5月2日   | 1969年5月31日  |              |
| 9    | 田再福 |            | 1969年6月1日   | 1971年10月31日 | 任內死亡     |
| 9    | 陳文興 |            | 1971年11月1日  | 1974年7月29日  | 補選         |
| 10   | 莊皆得 |            | 1974年7月30日  | 1978年7月31日  |              |
| 11   | 莊皆得 |            | 1978年8月1日   | 1982年7月31日  |              |
| 12   | 莊皆得 |            | 1982年8月1日   | 1986年7月31日  |              |
| 13   | 莊皆得 |            | 1986年8月1日   | 1988年11月8日  | 任內車禍死亡 |
| 13   | 莊健明 |            | 1989年1月28日  | 1990年7月31日  | 補選         |
| 14   | 陳漢聰 | 中國國民黨 | 1990年8月1日   | 1994年7月31日  |              |
| 15   | 陳漢聰 | 中國國民黨 | 1994年8月1日   | 1998年7月31日  |              |
| 16   | 林恭   | 無黨籍     | 1998年8月1日   | 2002年7月31日  |              |
| 17   | 林恭   | 中國國民黨 | 2002年8月1日   | 2006年7月31日  |              |
| 18   | 林恭   | 無黨籍     | 2006年8月1日   | 2010年12月24日 |              |

南埔里里長（民選）
| 任次 | 姓名 | 黨籍   | 上任日期       | 卸任日期       | 備註 |
| ---- | ---- | ------ | -------------- | -------------- | ---- |
| 1    | 林恭 | 無黨籍 | 2010年12月25日 | 2014年12月24日 |      |
| 2    | 林恭 | 無黨籍 | 2014年12月25日 | 2018年12月24日 |      |
| 3    | 林恭 | 無黨籍 | 2018年12月25日 | 2022年12月24日 |      |
| 4    | 林恭 | 無黨籍 | 2022年12月25日 |                | 現任 |

## 經濟
南埔里的經濟產業主要為農業及漁業，農作物以水稻、青蔥為大宗，畜產主要有毛豬、羊，並有部分居民從事漁業捕撈工作。

## 文化
- 鎮南宮

## 教育
南埔里境內並無任何國民中小學的設立。在學區劃分上，南埔里全境皆屬於大安國中、大安國小的學區範圍。

## 交通

### 公車
臺中市市區公車行經南埔里的路線有216路（大甲至南埔）、699路（南埔至大甲體育場）等2條公車路線及黃12路（南庄至大甲車站）等1條小黃公車路線，提供當地居民搭乘及轉乘之用。

### 公路
- 台61線：144 大安二交流道[18]
- 中17線：南安路